# Periférico Gerardo Barrios
El Periférico Gerardo Barrios es una vía de circunvalación estratégicamente ubicada en el departamento de San Miguel en El Salvador, diseñada para optimizar la conectividad vial y reducir significativamente la congestión del tráfico pesado y de larga distancia, evitando la congestión en el casco urbano de San Miguel. Su trazado permite descongestionar la zona céntrica, mejorando la fluidez del tránsito y contribuyendo al desarrollo de la infraestructura vial de la región oriental de El Salvador.

## Historia
El 4 de septiembre de 2019 el presidente Nayib Bukele colocó la primera piedra del Periférico Gerardo Barrios, un proyecto que prometía transformar la movilidad en el departamento de San Miguel.
La construcción del periférico se desarrolló mediante cuatro paquetes estratégicos, cada uno diseñado para mejorar sistemáticamente la red vial de la región oriental del país. El primer tramo, inaugurado el 28 de octubre de 2021, comprendió la ampliación de 3,46 kilómetros de la Carretera Panamericana, conectando el desvío de Moncagua con El Obrajuelo, e incluyó dos rotondas principales, diez accesos pavimentados, 194 accesos vehiculares y peatonales, seis paradas de buses con casetas y tres pasarelas peatonales.
En enero de 2024 se completaron los Paquetes II y IV, consolidando un proyecto que representó un salto cualitativo en la infraestructura vial salvadoreña. El Paquete II amplió 8,39 kilómetros desde El Obrajuelo hasta Hato Nuevo, introduciendo el primer paso a desnivel de la zona oriental, mientras que el Paquete IV construyó dos puentes mayores: uno sobre el río Grande de San Miguel, de 115 metros, y otro sobre el río Taisihuat, de 110 metros.
La inversión total del proyecto ascendió a 160 millones de dólares, financiados por la Agencia de Cooperación Internacional de Japón (JICA), lo que evidenció la confianza internacional en el desarrollo de infraestructuras estratégicas en El Salvador. Fue inaugurado el 1 de diciembre de 2024.

## Características
Con una longitud total de 20,8 kilómetros y una extensa red de ciclovía de 42 kilómetros, esta importante infraestructura vial integra cuatro puentes principales que cruzan significativos cursos hídricos: el Río Grande de San Miguel, el Río Taisihuat, el Río Jalacatal y el Río El Papalón. La complejidad de su diseño incluye siete pasos a desnivel, cuatro intersecciones tipo rotonda y doce paradas habilitadas para el transporte público colectivo, lo que demuestra su planificación integral para mejorar la movilidad urbana y facilitar la conectividad entre diferentes zonas del departamento.